# Omolabus canaliculatus
Omolabus canaliculatus is een keversoort uit de familie bladrolkevers (Attelabidae). De wetenschappelijke naam van de soort werd in 1807 gepubliceerd door Guillaume-Antoine Olivier.